# Боргойский хребет
Борго́йский хребе́т (бур. Борьëон дабаан) — хребет в физико-географической области Селенгинского среднегорья в Джидинском и Селенгинском районах Бурятии.

## Описание
Длина хребта — 67 км, ширина — 10—19 км. Высшая точка — гора Атхатуй (1240 м). Средние высоты водораздельного гребня — 1000 м, перевалов — 800 м. Хребет сложен гранитами, гнейсами и вулканическими породами разных возрастов.
Протягивается от Боргойской степи на юго-западе до долины нижнего течения реки Чикой на северо-востоке. Река Селенга делит хребет на две равные части, прорезая его с юга на север. На юге склоны хребта опускаются к долине нижнего течения реки Джиды, на севере — к Селенге.
Гребни, а также западные и восточные склоны покрыты большей частью сосновыми лесами, в падях — степи с рощами лиственных деревьев (берёза, вяз мелколистный, осина и др.). На юго-западных и южных склонах — сухие степи. По берегам Селенги произрастают черёмуха обыкновенная, облепиха крушиновидная.
В лесах Боргойского хребта встречаются изюбр, кабан, косуля, волк, лисица, заяц-беляк.
Хребет относительно безводен, имеются выходы ключей. Водные потоки образуются лишь в период весеннего таянья снегов и дождей конца лета — начала осени.

## Транспортная сеть
В юго-западном конце по перевалу хребет пересекает региональная автодорога Р440 Гусиноозёрск — Закаменск. Вдоль северо-восточных отрогов хребта по долине реки Чикой проходит федеральная автомагистраль А340 Улан-Удэ — Кяхта. В центральной части по левому, западному, берегу Селенги хребет пересекает южная линия Восточно-Сибирской железной дороги Улан-Удэ — Наушки (Трансмонгольская железная дорога).

## Населённые пункты
У подножия северных отрогов Боргойского хребта расположены населённые пункты Селенгинского района: Сосновка, Селендума, Билютай, Енхор. На южных отрогах находится улус Нур-Тухум.